# Deutsches Museum Studies
Deutsches Museum Studies ist eine Schriftenreihe, in der frei zugängliche Forschungsergebnisse aus dem Umfeld des Deutschen Museums mit Hauptsitz in München publiziert werden. Die Reihe umfasst Monografien und Sammelwerke zur Technik- und Wissenschaftsgeschichte sowie zur Sammlungs-, Restaurierungs- und museologischen Forschung in deutscher oder englischer Sprache. Manuskripte werden vor der Veröffentlichung auf Einhaltung wissenschaftlicher Standards geprüft und durchlaufen einen Peer-Review-Prozess. Die Publikationen stehen unter einer CC BY-SA Lizenz und sind sowohl in gedruckter Form als auch als Online-Publikationen zum Download verfügbar.

## Bände
- Dirk Bühler: Museum aus gegossenem Stein. Betonbaugeschichte im Deutschen Museum (= Deutsches Museum Studies. Band 1). 1. Auflage. MV-Wissenschaft, Münster 2015, ISBN 978-3-95645-650-3, urn:nbn:de:bvb:210-dm-studies1-9 (166 S.).
- Panagiotis Poulopoulos: New Voices in Old Bodies: A Study of ‚Recycled‘ Musical Instruments with a Focus on the Hahn Collection in the Deutsches Museum (= Deutsches Museum Studies. Band 2). 1. Auflage. MV-Wissenschaft, Münster 2016, ISBN 978-3-95645-885-9, urn:nbn:de:bvb:210-dm-studies2-6 (englisch, 148 S.).
- Hartmut Petzold: Eine Berliner Waage im Münchner Deutschen Museum. Geschichte, Hintergründe und Aktualität eines Museumsobjekts (= Deutsches Museum Studies. Band 3). 1. Auflage. Deutsches Museum, München 2020, ISBN 978-3-940396-89-1, urn:nbn:de:bvb:210-dm-studies3-2 (203 S.).
- Astrid Mignon Kirchhof (Hrsg.): Pathways into and out of Nuclear Power in Western Europe. Austria, Denmark, Federal Republic of Germany, Italy, and Sweden (= Deutsches Museum Studies. Band 4). 1. Auflage. Deutsches Museum, München 2020, ISBN 978-3-940396-92-1, urn:nbn:de:bvb:210-dm-studies4-8 (englisch, 299 S.).
- Walter Chinaglia: Towards the Rebuilding of an Italian Renaissance-Style Wooden Organ (= Deutsches Museum Studies. Band 5). 1. Auflage. Deutsches Museum, München 2020, ISBN 978-3-940396-97-6, urn:nbn:de:bvb:210-dm-studies5-4 (englisch, 97 S.).
- Wilhelm Füßl (Hrsg.): Von Ingenieuren, Bergleuten und Künstlern. Das Digitale Porträtarchiv „DigiPortA“ (= Deutsches Museum Studies. Band 6). Deutsches Museum, München 2020, ISBN 978-3-940396-98-3, urn:nbn:de:bvb:210-dm-studies6-1 (149 S.).
- Andrea Geipel, Johannes Sauter, Georg Hohmann (Hrsg.): Das digitale Objekt – Zwischen Depot und Internet (= Deutsches Museum Studies. Band 7). Deutsches Museum, München 2020, ISBN 978-3-948808-00-6, urn:nbn:de:bvb:210-dm-studies7-7 (187 S.).
- Charlotte Holzer: Das Kleid aus Glas. Eine Restaurierungsgeschichte im Deutschen Museum (= Deutsches Museum Studies. Band 8). Deutsches Museum, München 2021, ISBN 978-3-948808-01-3, urn:nbn:de:bvb:210-dm-studies8-3 (316 S.).
- Elisabeth Vaupel (Hrsg.): Ersatzstoffe im Zeitalter der Weltkriege. Geschichte, Bedeutung, Perspektiven (= Deutsches Museum Studies. Band 9). Deutsches Museum, München 2021, ISBN 978-3-948808-02-0, urn:nbn:de:bvb:210-dm-studies9-0 (349 S.).
- Gun-Brit Thoma, Lorenz Kampschulte, Inga Specht, Doris Lewalter, Stephan Schwan, Olaf Köller: Wer geht in welches Museum? Vergleichende Besucherstrukturanalyse in den acht Forschungsmuseen der Leibniz-Gemeinschaft (= Deutsches Museum Studies. Band 10). Deutsches Museum, München 2022, ISBN 978-3-948808-08-2, urn:nbn:de:bvb:210-dm-studies10-7 (126 S.).
- Peter Donhauser: Oskar Sala als Instrumentenbauer. Ein Leben für das Trautonium (= Deutsches Museum Studies. Band 11). Deutsches Museum, München 2022, ISBN 978-3-948808-09-9, urn:nbn:de:bvb:210-dm-studies11-3 (143 S.).
- Artemis Yagou (Hrsg.): Technology, Novelty, and Luxury (= Deutsches Museum Studies. Band 12). Deutsches Museum, München 2022, ISBN 978-3-948808-13-6, urn:nbn:de:bvb:210-dm-studies12-0 (englisch, 120 S.).
- Rudolf Seising (Hrsg.): Geschichten der Künstlichen Intelligenz in der Bundesrepublik Deutschland (= Deutsches Museum Studies. Band 13). Deutsches Museum, München 2023, ISBN 978-3-948808-21-1, urn:nbn:de:bvb:210-dm-studies13-6 (281 S.).